# Die großen Erfolge
A Die großen Erfolge Kovács Kati huszonnyolcadik nagylemeze, harmadik német nyelvű, 2007-ben Németországban megjelent albuma, mely válogatás a hetvenes években megjelent német nyelvű felvételekből.
Egy három CD-ből álló csomagban jelent meg Delhusa Gjon és Koncz Zsuzsa hasonló válogatásának társaságában.

## Dalok
1. Wind, komm, bring den Regen her Add már, uram, az esőt!
2. Ohne Liebe Légy szerelmes
3. Viva la vida
4. Flügel mit zwei Beinen Kétlábú zongora
5. Sehnsucht Arcok a sötétben
6. Der Schaukeljunge Hintáslegény
7. Dein Lächeln bleibt bei mir Mosolyod itt marad
8. Komm und lass uns gehn Menjünk világgá
9. Weil du mir so fehlst
10. Rock 'n Roller Rock and roller
11. Hej, Finger weg Szendvicsfiú
12. So wie er Úgy, mint ő
13. Nimms doch nicht so schwer El ne hagyd magad
14. Es regnet immerzu Az eső és én
15. Es wird dunkel, wenn kein Feuer brennt Most kéne abbahagyni
16. Soll der erste Kuß der letzte sein?
17. Ich will geh'n
18. Ich weiß wohl Ismersz jól
19. Alles, was du gern hast Van jó minden rosszban
20. Male mir die Sonne Télutó

## Közreműködők
- Kovács Kati
- Locomotiv GT
- Hungária (együttes)
- Gemini együttes
- Juventus együttes